# Sergio Vega (cyclisme)
Pour le bassiste américain, voir Sergio Vega. Pour les homonymes, voir Vega (homonymie).
Vega  Merodio est un nom espagnol. Le premier nom de famille, en général paternel, est Vega ; le second, en général maternel, souvent omis, est Merodio.
Sergio Vega Merodio (né le 24 décembre 1995 à San Vicente de la Barquera) est un coureur cycliste espagnol.

## Biographie
En 2016, Sergio Vega se distingue chez les amateurs en remportant une étape et le classement général du Tour de Castellón. Après ses performances, il est recruté par l'équipe continentale italienne Unieuro Trevigiani-Hemus 1896 en 2017,. Il n'y court cependant qu'une saison, sans obtenir de résultats marquants.
Lors de la saison 2018, il s'illustre en étant l'un des meilleurs amateurs espagnols, avec le club Super Froiz. Bon grimpeur, il s'impose sur le Tour de La Corogne ainsi qu'au Tour de Galice, devant ses deux coéquipiers Martín Lestido et Iván Martínez. Il termine également neuvième du championnat d'Espagne sur route, et remporte à occasion le titre chez les élites amateurs. Ses bons résultats lui permettent de retrouver le niveau continental en 2019, au sein de la petite équipe portugaise Miranda-Mortágua.

## Palmarès et résultats

### Palmarès par année
- 2016
  - Tour de Castellón :
    - Classement général
    - 4e étape

  - 2e du Trophée Eusebio Vélez
  - 2e du Mémorial Agustín Sagasti
- 2018
  -  Champion d'Espagne sur route amateurs
  - Tour de La Corogne :
    - Classement général
    - 3e étape

  - Tour de Galice :
    - Classement général
    - 1re étape (contre-la-montre par équipes)

  - 2e du Gran Premio San José
  - 2e de la Clásica Ciudad de Torredonjimeno

### Classements mondiaux
| Année           | 2018   |
| --------------- | ------ |
| UCI Europe Tour | 1 688e |